# Jessica Napier

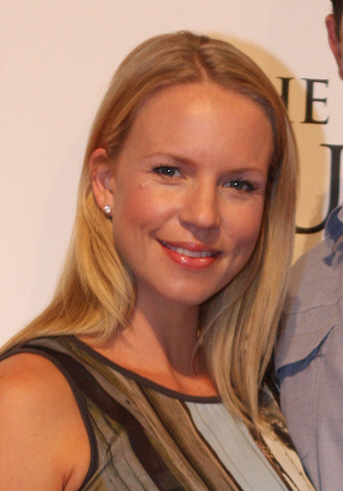
Jessica Napier (2012)

Jessica Napier (* 4. April 1979 in Wellington, Neuseeland) ist eine neuseeländische Schauspielerin. Ihr Vater Marshall Napier war ebenfalls Schauspieler. Die Familie zog nach Australien, als Jessica neun Jahre alt war.

## Leben
Jessica Napier wurde als Tochter des Schauspielers Marshall Napier geboren, ihr Urgroßvater war der britische Darsteller Alan Napier. Zur Schauspielerei kam sie mit zwölf Jahren, als ihr Vater sie bat, eine kleine Rolle in einer Folge der Serie Police Rescue zu spielen, da sich die eigentlich vorgesehene Darstellerin weigerte, den Part einer Moorleiche zu übernehmen. 2000 spielte sie neben Molly Ringwald in dem australischen Horrorfilm Cut. Ihren Durchbruch feierte die Neuseeländerin 2001 in der australischen Serie McLeods Töchter, in der sie bis 2003 die Rolle der Rebecca (Becky) Howard spielte. Ihr Vater gehörte ebenfalls zur Stammbesetzung der Serie.
Zusammen mit ihrem Vater gewann Jessica Napier 2002 in der australischen Version von Who Wants to Be a Millionaire? außerdem 64.000 US-$ für die South Australian Animal Rights Group.
Seit ihrem Ausstieg aus McLeods Töchter wirkte die Schauspielerin in einigen australischen Fernsehfilmen und Serien mit.
Jessica Napier ist die Cousine von James Napier, der in der neuseeländischen Erfolgsserie The Tribe ab der 4. Staffel den Jay spielte.

## Filmografie
- 1991–1996: Police Rescue – Gefährlicher Einsatz (Police Rescue, Fernsehserie, drei Folgen)
- 1995: Echo Point (Fernsehserie)
- 1996: Twisted Tales (Fernsehserie, eine Folge)
- 1996: Love Serenade
- 1997: Blackrock
- 1997: Water Rats – Die Hafencops (Water Rats, Fernsehserie, eine Folge)
- 1997: In Sachen Mord (Murder Call, Fernsehserie, eine Folge)
- 1997–1999: Wildside (Fernsehserie, 60 Folgen)
- 1998: War Story (Kurzfilm)
- 1998: Stingers (Fernsehserie, fünf Folgen)
- 2000: Cut
- 2000: City Loop
- 2000: Twitch (Kurzfilm)
- 2000: Angst
- 2000: Die verlorene Welt (The Lost World, Fernsehserie, eine Folge)
- 2001: Jet Set
- 2001: Head Start (Fernsehserie, eine Folge)
- 2001: Das Leben der Shirley Temple (Child Star: The Shirley Temple Story, Fernsehfilm)
- 2001–2003: McLeods Töchter (McLeod’s Daughters, Fernsehserie, 70 Folgen)
- 2002: New Skin
- 2002: Stuffed Bunny (Kurzfilm)
- 2002: Sweet Dreams
- 2004: Post (Kurzfilm)
- 2004: The Alice (Fernsehfilm)
- 2005: The Illustrated Family Doctor
- 2005–2006: The Alice (Fernsehserie, 22 Folgen)
- 2006: Safety in Numbers
- 2007: Ghost Rider
- 2007: Chandon Pictures (Fernsehserie, eine Folge)
- 2007: Don’t Panic (Kurzfilm)
- 2007, 2009: All Saints (Fernsehserie, zwei Folgen)
- 2009: Sea Patrol (Fernsehserie, fünf Folgen)
- 2009: Rescue Special Ops (Fernsehserie, vier Folgen)
- 2010: Cops LAC (Fernsehserie, eine Folge)
- 2011: Underbelly Files: Infiltration (Fernsehfilm)
- 2011: Savages Crossing
- 2012: The Letter (Kurzfilm)
- 2014: Janet King (Fernsehserie, drei Folgen)
- 2020: Moon Rock For Monday
- 2018: Bite Club (Miniserie)
- 2021: Harrow (Fernsehserie, 1 Folge)
- 2023: Transfusion
- 2023: C*A*U*G*H*T (Fernsehserie, 1 Folge)